# مجزرة كاندية
وقعت مجزرة كاندية في 6 سبتمبر من عام 1898، في جزيرة كريت، ثم جزءاً من الدولة العثمانية. وحدث ذلك كرد فعل من جانب جماعات مسلمة غير نظاميّة مسلحَّة على عرض على المجتمع المسيحي سلسلة من الحقوق المدنية. وهاجموا قوات الأمن البريطانية في كاندية، والتي كانت جزءاً من قوة أمنيَّة دوليَّة في الجزيرة. وبعد ذلك شرع المسلمون غير النظاميين في مذبحة ضد المسيحيين المحليين في المدينة. ونتيجة لذلك، قُتل 14 عسكرياً بريطانياً، وتم إحراق نائب القنصل البريطاني وعائلته أحياء في منزلهم، ويُقدر أنَّ 500 إلى 800 من السكان المسيحيين قد ذُبحوا. تم إحراق جزء كبير من كاندية ولم تنته المذبحة إلا بعد أن بدأت السفن الحربية البريطانية في قصف شامل للمدينة. وتسارع الحادث بنهاية الحكم العثماني على جزيرة كريت وبعد شهرين غادر آخر جندي عثماني الجزيرة.

## خلفية
نتيجة للسياسات العثمانية الفاشلة والتدابير القمعية ضد المسيحيين المحليين، اندلع عدد من الانتفاضات في جزيرة كريت للمطالبة بالإتحاد مع اليونان. من خلال الوساطة البريطانية، قدم السلطان العثماني أخيراً عدداً من التنازلات الإصلاحية التي تم دمجها في اتفاقية تُعرف باسم حلف هالبا، وتم التوقيع عليها في 25 أكتوبر من عام 1878. ومع ذلك، في عام 1889 انتهكت السلطات العثمانية هذا الإتفاق، مما أثار تمرداً بينما لم تظهر القوى الأوروبية أي اهتمام بالتدخل.
في عام 1895، انتهكت السلطات العثمانية مرة أخرى ميثاق هالبا والذي توج بنقل الحاكم العام للجزيرة ذات الأغلبيَّة المسيحية. ونتيجة لذلك اندلعت ثورة أخرى في عام 1896 وعام 1897. وتدخلت هذه المرة القوى الأوروبية، مما أجبر السلطان على استعادة شروط الإتفاقية، وكذلك إجراء إصلاحات إضافية.

## المجزرة

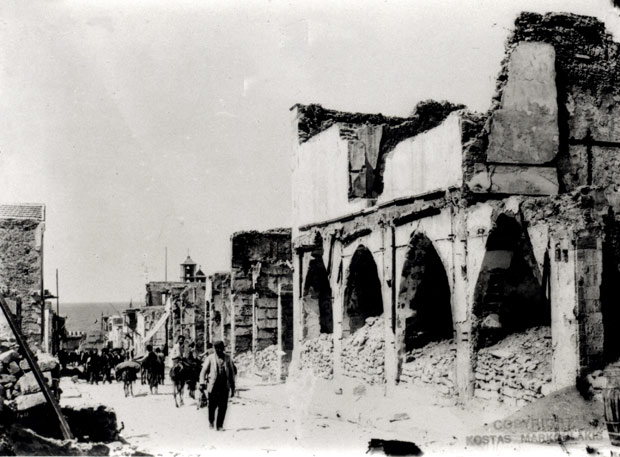
الشارع الرئيسي لمدينة كاندية بعد المجزرة.

كجزء من الإصلاحات، تم تثبيت قوة دولية في جزيرة كريت من قبل القوى الأوروبية. قرر مجلس الأدميرال التابع لهذه القوة وضع مصلحة الجمارك في جزيرة كريت تحت السيطرة الدولية حتى تتمكن من فرض رسوم تصدير، والتي بدورها ستمول الرفاهية العامة للجزيرة. وهكذا، أمرت مجموعة من القوات البريطانية، وهي جزء من وحدات الأمن الدولية، السلطات العثمانية بتسليم الدار المخصص للجمارك في كاندية في 6 سبتمبر من عام 1898. وعندما حاول البريطانيون السيطرة اندلعت المقاومة العنيفة بين الجماعات الإسلامية غير النظاميَّة. مع وجود 130 فرداً فقط من مشاة المرتفعات الخفيفة التابعة للجيش البريطاني وعلى متن قارب طوربيد البحرية إتش إم إس هازارد في ميناء المدينة، واجهت الجماعات المسلمة المسلحة غير النظامية البريطانيين في الميناء ودار الجمارك. ونتيجة لذلك، قُتل 14 عسكرياً وبحرياً وجندياً من مشاة البحرية البريطانية وجُرح 40 آخرون.
ثم هاجمت هذه المجموعات منزل نائب القنصل البريطاني المحلي، إل. أي. كوشرينو، وتمكنت من إحراقه، فقتله مع أسرته. وبعد ذلك شرع الجماعات المسلمة غير النظامية في ذبح أي مسيحي يمكن أن يجدوه في المدينة. ولجأ بعض المسيحيين المحليين إلى كاتدرائية المدينة، بينما اشتعلت النيران في جزء كبير من المدينة. دعماً للقوات البريطانية المحاصرة التي وقعت في تبادل لإطلاق النار من كل اتجاه، لم ينتظر اللفتنانت جون مارشال من السفينة الملكية هازارد الحصول على تعليمات وبدأ في قصف المدينة. تدخله أنقذ عددًا صغيرًا من العسكريين البريطانيين الذين تمكنوا من الفرار.
استمر الحادث لأكثر من أربع ساعات. نتيجة لذلك، تم إحراق جزء من المدينة ووفقًا لتقديرات مختلفة، تم ذبح ما بين 500 إلى 800 مسيحي على أيدي الجماعات المسلمة غير النظامية. وانتهت المذبحة فقط عندما بدأت السفن الحربية البريطانية في قصف شامل للمدينة. وفي الوقت نفسه، اتصل الضابط العثماني المسؤول، إسماعيل باشا، بالجنرال الفرنسي إدوارد بوتييه، قائد القوة الدولية، وعرض تقديم نصف كتيبة لدعم القوات البريطانية لإخماد الاضطرابات. ومع ذلك، فقد تبين لاحقًا أن مرؤوس إسماعيل، الحاكم العثماني المحلي إيثام باشا، كان متورطًا في اندلاع العنف.

## ما بعد المجرزة
دعت الملكة فيكتوريا شخصيا إلى «إجراء صارم»، وضغط رئيس الوزراء روبرت سيسل على المحاكمات العسكرية السريعة. منح جنديين بريطانيين صليب فيكتوريا. تم شنق قادة الوحدات المسلمة على أسوار هيراكليون.
سارع الحادث بتسوية «مسألة كريت». وقدم سفراء فرنسا وبريطانيا العظمى وإيطاليا وروسيا مهلة إلى السلطان العثماني، طالبين فيها بسحب القوات العثمانية من جزيرة كريت خلال شهر واحد. بعد شهرين، في 28 نوفمبر، غادرت آخر القوات العثمانية جزيرة كريت، منهية بذلك الحكم العثماني الذي دام 253 عاماً في الجزيرة. وشكلت كريت في العام التالي دولة مستقلة داخل الدولة العثمانية وفي عام 1913 أصبحت جزءًا من اليونان.
تم تسمية الشارع الرئيسي الذي وقع فيه الحادث لاحقاً باسم «شهداء 25 أغسطس» (تاريخ تقويم النمط القديم للحدث) لتكريم ضحايا المذبحة.